# Профессия: репортёр
«Профессия: репортёр» (итал. Professione: Reporter) — последний фильм из англоязычной трилогии Микеланджело Антониони, снятой в рамках контракта с Карло Понти под эгидой Metro-Goldwyn-Mayer. В англоязычных странах известен под названием «Пассажир» (англ. The Passenger). Отталкиваясь от жанровых ситуаций триллера и роуд-муви (погони, покушения, прекрасная незнакомка), Антониони новаторским киноязыком рассказывает историю неудовлетворённого своей жизнью журналиста, желавшего стать невидимкой, обрести свободу от обязательств, от ответственности, от самого себя.
Фабула фильма движется по кругу. Главный герой инсценирует собственную смерть в глухом уголке Африки и присваивает имя покойного двойника. Заигрывая со слепым случаем, он не отдаёт себе отчёт, насколько прочно укоренён в этой жизни. Близкие люди пускаются на его поиски вместе с фигурами из новой жизни. Окончательно освобождает его от самого себя только смерть, которую, по выражению режиссёра, его герой впитывает чуть ли не с первого кадра. В финале он повторяет судьбу тёзки: его труп находят на кровати в захолустной гостинице.

## Сюжет
Дэвид Локк (Джек Николсон) — известный лондонский телерепортёр. Вот уже три года, как он командирован в сердце Сахары, чтобы снять документальный фильм о повстанцах, ведущих борьбу с местным диктатором, а работе не видно конца. Когда его «лендровер» завязает в песке, а проводник куда-то исчезает, Локк остаётся один посреди бескрайней пустыни. Более поздние флешбэки приоткрывают его внутреннее состояние — это тяжелейшая депрессия, замешанная на разочаровании жизнью, причём не только профессиональной, но и семейной.
Внезапно судьба даёт ему шанс начать новую жизнь, порвать со старыми привязанностями, выйти из порочного круга повседневного существования. В захолустной гостинице, куда приковылял изнывающий от нестерпимой жары репортёр, он обнаруживает труп некоего Дэвида Робертсона. Днём ранее он отрекомендовался Локку как предприниматель без семьи и друзей, бесцельно путешествующий по миру. Из-за сходства роста, веса и возраста местные жители путают их друг с другом, поэтому, переклеив фотографии в паспортах и надев его рубашку, Локк с лёгкостью убеждает их в том, что покойный — это он сам.
Локку представляется, что отныне он свободен от профессиональных и семейных обязательств. В конце концов, «люди исчезают всякий раз, выходя из комнаты» — рассуждает он. Сложнее всего понять, до какой степени дела и обязательства покойного должны стать его собственными. В целях конспирации новоиспечённый Робертсон надевает солнечные очки, приклеивает накладные усы и возвращается домой в Лондон. Там он знакомится с газетной заметкой о собственной смерти (см. врезку справа), забирает некоторые вещи и видит записку, адресованную его жене Рэйчел (Дженни Рунэкр) её любовником. Между тем Рэйчел посещает телестудию, где коллега Локка по фамилии Найт готовит биографический фильм о покойном.
Дэвид Локк, журналист и писатель, скоропостижно скончался во вторник в сахарской части Африки. Ему было 37 лет. Он родился в Лондоне, но вырос и получил образование в США, где закончил Колумбийский университет. В 1958 г. вернулся в Соединённое королевство, затем поступил на службу в брюссельское отделение агентства «Рейтер». В 1962 г. он был направлен в Конго и стал печатать репортажи в The Sunday Times. Освещение им событий в Катанге принесло ему премию Делани за 1963 год. Впоследствии он долго работал в аналитической программе Би-би-си «Панорама», продолжая в то же время публиковаться в британских и американских газетах. На момент смерти он работал над документальным телефильмом о постколониальной Африке. <...> В 1960 г. он женился на Рэйчел Хамильтон. После него остались вдова и приёмный сын Люк.
Вакуум в своей жизни Локк заполняет интересом к жизни двойника. Записная книжка Робертсона, ключ от мюнхенской камеры хранения, билеты на самолёты до Мюнхена и Барселоны — вот что предопределяет его дальнейший маршрут. В камере хранения он обнаруживает бумажник с чертежами вооружений — явное указание на то, что Робертсон занимался поставками оружия африканским повстанцам. Их представители, приняв Локка за Робертсона, выслеживают его в одной из мюнхенских церквей, где передают ему крупный аванс в счёт предстоящей поставки вооружений. Вскоре после этого их задерживают агенты африканского правительства. Следующей их мишенью должен стать сам англичанин.
Судьба начинает затягивать узел на шее беглого репортёра. Он тщетно ждёт появления контрагентов в Барселоне, где была назначена Робертсоном следующая встреча. Вместо них в Испанию прибывает Найт, чтобы поговорить с Робертсоном как с последним человеком, который видел Локка. В то же время жена Локка, получив из Африки вещи покойного, обнаруживает подлог в паспорте и начинает понимать, что её муж, скорее всего, жив. Объединив силы с испанской полицией, она спешит по его следу, чтобы предупредить о грозящей ему опасности. Однако даже когда сообщение достигает адресата, Локк настолько зациклен на бегстве от прошлого, что пропускает его мимо ушей.
В знаменитом дворце Гуэля бывший репортёр встречает студентку архитектурного вуза (Мария Шнайдер), которую прежде бегло видел в Лондоне. Девушка, похоже, не имеет определённого занятия, как и он сам. Она охотно сопровождает его на машине в путешествии в глубь Испании. По дороге они становятся всё ближе друг к другу, выдавая себя за мужа и жену. После вереницы столкновений с полицией и нескольких погонь беглецы, лишившись автомобиля, продолжают двигаться на юг на попутном транспорте. Предложив девушке ждать его в Танжере, Локк заезжает в городишко Осуна близ Севильи, который также помечен в записной книжке Робертсона.
Остановившись в местной гостинице, Локк обнаруживает там «миссис Робертсон» — под этим именем зарегистрировалась девушка. В номере он рассказывает ей историю про слепца, который в 40 лет прозрел. Поначалу тот был в восторге от того, что открылось его глазам, но потом понял, что мир гораздо «грязнее», чем ему представлялось. Прозревший слепец заперся в своём доме и через три года покончил с собой. Оставив Локка одного в номере, камера на протяжении семи минут бесстрастно фиксирует события на пыльной площади, включая прибытие автомобиля с двумя агентами африканского правительства. После них к гостинице подъезжает машина с полицейскими, которых сопровождает Рэйчел. Все устремляются в номер репортёра и находят его застреленным. В ответ на расспросы девушка отвечает, что знала этого человека, а жена Локка отрицает знакомство с ним.

## Работа над фильмом
Биографы считают 1970-е годы временем творческого кризиса в жизни Антониони.
Рассматривая в фильмах предыдущего десятилетия природу современности, к началу 1970-х он ощутил в себе усталость, потребность бежать вместе со своими персонажами из современного мира в другой исторический контекст, в мир пустыни или джунглей, где по крайней мере можно представить себе иную, более свободную и наполненную жизнь. Поначалу он планировал снимать в джунглях Амазонии (а также на Сардинии и в Риме) масштабный фильм под названием «Tecnicamente Dolce». Уже был написан сценарий (его опубликовали в 1976 году), были определены места будущих съёмок, однако подготовительный период затянулся на 2 года. Работать в джунглях оказалось необычайно дорогим удовольствием, и продюсер Карло Понти заявил, что не сможет профинансировать съёмки. Тогда было решено снять фильм с теми же актёрами, но в более доступной с точки зрения логистики Сахаре.
За основу сюжета был принят рассказ «Фатальный выход» (Fatal Exit), который Марк Пеплоу — уроженец восточного побережья Африки — написал под влиянием Пола Боулза и Грэма Грина. К работе над сценарием был привлечён также кинотеоретик-структуралист Питер Уоллен, начинавший как иностранный корреспондент американских изданий. Он вспоминает, что во время работы над сценарием находился под влиянием «Беспечного ездока» Денниса Хоппера (1969), а также фильмов Трюффо («Дикий ребёнок»), Херцога («Загадка Каспара Хаузера»), Хичкока («К северу через северо-запад») и самого Антониони («Приключение»).
Сценаристы утверждают, что поначалу не имели представления о том, кто именно будет снимать фильм. Они наняли машину, чтобы проехать по тем городам Испании, через которые предполагалось проложить маршрут главного героя. Некоторые из этих мест были позднее изменены по настоянию режиссёра. Основные коррективы коснулись первых и последних страниц сценария. Все указания относительно кинематографической техники исходили также от режиссёра, который, привыкнув снимать фильмы по собственным сценариям, полушутя жаловался журналистам: «В первый раз мне приходилось работать над фильмом больше мозгом, чем, как бы это сказать, животом». Антониони также говорит, что в самом рассудочном из своих фильмов старался избегать привычных для себя повествовательных решений и каждый раз, вступая на знакомую территорию, круто менял направление.
- Сценаристы: Марк Пеплоу, Питер Уоллен
 Микеланджело Антониони
- Режиссёр: Микеланджело Антониони
- Продюсеры: Карло Понти
Алессандро фон Норман
- Оператор: Лучано Товоли
- Композитор: Иван Вандор
- Художник: Пьеро Полетто
- Монтаж: Микеланджело Антониони
Франко Аркалли
- Художник: Освальдо Дезидери
- Костюмы: Луиза Стьернсвард

В ролях
- Джек Николсон — Дэвид Локк
- Мария Шнайдер — девушка
- Стивен Беркофф — Стивен
- Дженни Рунэкр — Рэйчел Локк
- Йен Хендри — Мартин Найт
- Амбруаз Биа — Ачебе
- Чарльз Мальвхилл — Дэвид Робертсон

Первоначально фильм планировалось озаглавить «Пассажир». Сценарист Пеплоу объясняет название тем, что репортёр Локк — это и есть пассажир: «призрак, турист, который минует (passes) различные места и жизни, задавая поверхностные вопросы интервьюируемым». Планировалось, что за рулём автомобиля, влекущего его в глубь Испании, будет сидеть Мария Шнайдер, а Локк станет его пассажиром. Во время съёмок выяснилось, что Мария не умеет водить машину, однако название менять не стали. Поскольку так же назывался польский фильм 1963 года, в европейском прокате лента шла под названием «Профессия: репортёр». По словам сценариста Уоллена, оба названия призваны подчеркнуть принципиальную пассивность главного героя.
Фильм снимался за пределами студии — в Чаде, Алжире, Лондоне, Мюнхене и в Испании. Сюжет с политической интригой, преследователями и преследуемыми предрасполагал к созданию коммерческого триллера. По признанию режиссёра, он поставил себе задачу свести элемент саспенса к минимуму. В техническом отношении наиболее сложными были съёмки в Сахаре: в условиях раскалённой пустыни плёнку приходилось транспортировать в холодильнике.
Несмотря на сжатый график съёмок, Антониони снял куда больше материала, чем это было нужно для монтажа фильма. В окончательную версию не вошла, в частности, откровенная любовная сцена между Николсоном и Шнайдер. Поначалу Антониони смонтировал 4-часовую версию фильма, а потом попросил монтажёра Франко Аркалли сократить её более чем на полтора часа. Эта версия демонстрировалась в Европе, но для американской премьеры она, в свою очередь, тоже подверглась сокращениям.

## Актёрские работы
Режиссёр решил, что главные роли в его новом фильме сыграют Джек Николсон («человек с безумным блеском глаз») и Мария Шнайдер, ещё до того, как определился с его сюжетом. Шнайдер прославилась в 1972 году благодаря главной роли в «Последнем танго в Париже» Бертолуччи. Николсон — один из самых востребованных актёров США — давно мечтал поработать с режиссёром, которого он считал «одним из самых влиятельных за последние 30 лет». У него были обязательства перед другими режиссёрами, поэтому снимать приходилось очень быстро (по крайней мере, по меркам Антониони). На роль его двойника был взят непрофессионал, Чарльз Мальвхилл; в качестве второго продюсера его имя мелькает в титрах таких фильмов, как «Крёстный отец 3» и «Последний самурай».
К моменту выхода фильма за Антониони закрепилась репутация режиссёра, который видит в актёрах обезличенные пешки для своих умозрительных построений. «Мало кто ищет в фильмах Антониони исключительно тонких и разнообразных актёрских работ», — писал, в частности, журнал Time. Тем не менее именно Николсон в роли разочаровавшегося в себе репортёра стал стержнем всего фильма. Эту роль принято причислять к его главным удачам. В сборнике статей о системе Станиславского как пример его мастерства приводят то, что в сахарских деревнях он стушёвывается и говорит медленнее обычного. Некоторые реплики — результат его импровизации на съёмочной площадке.
Антониони и Николсон по-разному вспоминают работу над знаменитой сценой в пустыне, когда Локк в знак экзистенциальной муки вскидывает руки и кричит о том, что ему на всё наплевать. Режиссёр утверждает, что искусно подвёл Николсона к кризисному состоянию, да так, что тот сам этого не понял: «Его слёзы были настоящими». Он пытался сдерживать импульсивный нрав актёра и просил его меньше жестикулировать. Николсон вспоминает, что не чувствовал обратной связи с режиссёром. И всё же он считает работу с Антониони самым ценным актёрским опытом: «Говорят, что я стал первым актёром, который с ним поладил за 25 лет. Вероятно, оттого, что я сыграл именно так, как он этого хотел».
Жизнелюбие актёра, по мнению авторов ресурса allmovie, сыграло с режиссёром злую шутку. Сложно поверить, что его напористый герой — жертва душевного распада, что он настолько пресыщен жизнью, как Антониони пытается нас в этом убедить. The New York Times отмечает, что в персонаже Николсона парадоксально соседствуют сексуальная привлекательность и «летаргия чувств». Роджер Эберт предпочёл игре Николсона актёрскую работу Марии Шнайдер: она ведёт себя в кадре совершенно естественно, как то подобает случайному свидетелю приключения главного героя, который мало что понимает в происходящем. По свидетельству Николсона, актриса провела дни съёмок в наркотическом дурмане, так что иногда ему приходилось придерживать её, чтобы она не упала перед камерой.

## Премьера и отзывы
| Оценки критиков | Оценки критиков |
| Источник        | Оценка          |
| --------------- | --------------- |
| Crawdaddy!      | без оценки      |

Премьера фильма состоялась 28 февраля 1975 года в Италии, в США прокат начался 9 апреля, а в мае фильм демонстрировался в конкурсной программе Каннского кинофестиваля. В тэглайн были вынесены слова Локка: «Я был другим человеком, но произвёл трейд-ин». Реакция критиков на фильм была вялой, хотя преобладали благожелательные отзывы. Приход к власти Пиночета в Чили вывел на первый план обсуждение политической нестабильности в странах третьего мира, и каннское жюри во главе с Жанной Моро присудило «Золотую пальмовую ветвь» алжирской картине «Хроника огненных лет». Новый фильм Антониони воспринимался либо под углом той же политической конъюнктуры, либо с точки зрения актёрского мастерства Николсона. Винсент Кэнби в The New York Times назвал Николсона вторым актёром после Жанны Моро («Ночь»), который подчинил себя воле Антониони — и нисколько не проиграл. Фигура Николсона заслонила собой режиссёра и для рецензента Variety.
Журнал Time писал, что пусть это и не великий фильм, его образность врезается в память резче, чем образы других англоязычных фильмов режиссёра, а заключительной сцене обеспечено место в учебниках. Недостаток фильма виделся рецензенту в «смене фокуса», в неожиданном появлении любовной линии, что вовсе не углубляет повествовательные смыслы, как то было в «Приключении», а скорее рассеивает внимание. Авторитетный среди американской публики Роджер Эберт сетовал на то, что в погоне за экзистенциальной проблематикой Антониони в очередной раз упустил из виду линию повествования.
Картина Антониони была обделена наградами на основных киносмотрах. В Италии национальный синдикат кинокритиков назвал Антониони и Товоли лучшими итальянскими режиссёром и оператором соответственно. Кроме того, лента была отмечена датской премией «Бодил» в категории «лучший европейский фильм». Современный кинообозреватель газеты Boston Globe объясняет причины недостаточного внимания к «Пассажиру» со стороны первых его зрителей сложностью и философской глубиной материала, ведь это был «первый экзистенциалистский фильм с голливудскими звёздами первой величины».

## Возвращение к зрителю
Хотя фильм был признан провальным с коммерческой точки зрения, Николсон считал его едва ли не лучшим в своей карьере. Через свою компанию Proteus Films он приобрёл в 1983 году негатив фильма, а через три года добился передачи ему прав на все версии кинокартины. Между тем по Америке ходили видеокассеты, отличавшиеся плохим качеством «картинки». Их распространяло подразделение Warner Brothers, при продаже киноархива MGM Теду Тёрнеру зарезервировавшее за собой права на выпуск видеокассет до 1992 года. К концу века эти кассеты перестали выпускаться, и фильм стал редкостью. Его показ в рамках ретроспективы Антониони в Торонто (1998) сравнивали с явлением кометы Галлея.
К 30-летию премьеры «Пассажир» вышел в ограниченный прокат в США и в некоторых других странах. «Рип ван Винкль проснулся ото сна», — написал по этому поводу Роберт Кёлер. На этот раз критики ведущих изданий писали о фильме как об одном из вершинных свершений Антониони. Манола Даргис на страницах The New York Times нарекла фильм едва ли не величайшим из всего созданного Антониони. В лучшую сторону изменил своё мнение о нём и Эберт. Обозреватель Entertainment Weekly оценил фильм более сдержанно: хотя его антиколониальный пафос порядком устарел, это по-прежнему единственный триллер на тему депрессии. По итогам анализа рецензий на сайте Rotten Tomatoes был вынесен вердикт: «Классика Антониони — рассказ об одиноких, отчуждённых персонажах, путешествующих загадочными тропами самоопределения, — переливается красотой и неопределённостью».
В 2003 году Николсон начал переговоры с Sony Pictures о том, чтобы по возможности восстановить выпущенные при монтаже фрагменты фильма и выпустить его на DVD. Соглашение было достигнуто в мае 2004 года. Через два года компания выпустила 126-минутную версию фильма на DVD с комментариями Николсона и Пеплоу. Посмотрев фильм впервые за последние 10 лет, Пеплоу в своих комментариях превозносит нелинейную монтажную технику Антониони, которая бесшовно сводит эпизоды, разведённые во времени и пространстве, в то время как камера бесстрастно фиксирует и единит пейзажи, краски и звуки, оттеснив фигуры людей на роль своего рода стаффажа.

## Мотивация героев
Антониони известен своим лаконичным ведением повествования. Режиссёр не тратит время на объяснения мотивации своих героев. На расспросы по этому поводу он отвечал: «Таков современный способ восприятия людей. В наше время у каждого нет такой „подноготной“, как в прошлом. Мы стали свободнее. Девушка может поехать куда угодно с одной сумочкой, не беспокоясь о семье или о былом. Ей не обязательно возить с собой багаж».
«Профессия: репортёр» начинается in medias res. Какие бы разочарования и неприятности ни постигли в жизни Локка, их подробному изложению не сравниться в выразительности с легендарным жестом Николсона: бросив откапывать завязший в песке автомобиль, он с остервенением ударяет лопатой по колесу и, встав на колени, вздымает руки к небу, чтобы прокричать: «Хорошо, мне плевать!» (All right, I don’t care!) Позднее он в двух словах даст понять девушке, что сбежал от всего сразу — от жены, от приёмного ребёнка, от работы. Такое впечатление, что он уцепился за одну из последних слышанных им фраз Робертсона: «Разве не здорово было бы послать всё куда подальше?»
Локк: «Аэропорты, такси, отели — в конце концов, они так похожи». — Робертсон: «Не соглашусь. Это мы остаёмся прежними. Каждую ситуацию, каждый новый опыт мы переводим в знакомые коды. Мы сами себя держим в определённом состоянии». — Локк: «Мы рабы привычек, вы это имеете в виду?» — Робертсон: «Да, что-то в этом роде. Знаете, привычное поведение не изменишь, как бы мы ни старались». — Локк, слушая, кивает головой.
В одном из интервью режиссёр посетовал на то, что продюсеры искалечили фильм, вырезав из него сцену, которая ясно давала понять, до какой тяжёлой депрессии довёл Локка крах семейной жизни. Впрочем, состояние неизбывной разочарованности жизнью (то, что немцы нарекли «мировой скорбью») типично для его героев. Расставшись со своей старой жизнью, Локк не знает, чем занять себя в новой. На вопрос сотрудницы офиса по прокату автомобилей, летит ли он в Югославию, он с готовностью отвечает, что проведёт остаток жизни в Дубровнике. Записная книжка Робертсона с перечнем назначенных им встреч даёт некий смысл, некий фокус его жизни, поэтому он механически следует прописанным в ней маршрутом.
Не менее загадочны мотивы поступков девушки, которая сопровождает его в Испании и — словно голос совести (Хоберман) — настаивает на том, чтобы он не отклонялся от маршрута Робертсона. «По крайней мере он верил во что-то» — вот единственное, чем она обосновывает свои увещевания. Паря над Барселоной на канатной дороге, Локк в знак новообретённой свободы разводит руки в стороны, подражая птичьему полёту. Впоследствии этот жест повторяет девушка, следя с заднего сиденья автомобиля за тем, как убегает вдаль дорога. Этих двух героев сближает не только символическое упоение свободой, их влечёт неосведомлённость друг о друге (Локк даже не знает её имени). Следование загадочным маршрутом Робертсона, по-видимому, осмысляет не только жизнь Локка, но и жизнь его попутчицы.
Брунетт считает, что, за вычетом «Приключения», нарративная экспозиция в последнем американском фильме Антониони самая сжатая из всех. Отдельные скупые флешбэки и намёки на причины поступка, толкнувшего Локка на то, чтобы инсценировать собственную смерть, разбросаны по фильму, однако ближе к середине. Режиссёр долгое время держит зрителя в состоянии неопределённости, заставляя его строить догадки не только относительно смысла фильма, но и по поводу сюжетной линии. Затемнённость мотивации героев лишний раз иллюстрирует излюбленную мысль режиссёра о том, что все наши знания о мире — результат субъективной интерпретации, причём никакое «фотоувеличение» не гарантирует полноты знания:

Я бы мог сказать, что стремление к смерти просто гнездилось в его подсознании неведомо для него самого. Или что Локк начал впитывать смерть с того момента, как он наклонился над трупом Робертсона. В равной степени я мог бы сказать, что он приходит на встречи по противоположной причине: он хочет встретиться с Дэйзи, а это персонаж из его новой жизни.
Оригинальный текст (англ.)I could say the desire to die has simply become nestled in his unconscious, unknown to him. Or that Locke begins absorbing death from the moment he leans over Robertson's corpse. But I could also say that he keeps the appointment for the opposite reasons: in fact, it's Daisy he is going to meet, and Daisy is a character from his new life.
— Антониони

## Философская проблематика
Антониони всегда занимала тема фильтрации человеческим сознанием реальности, тех механизмов, которые заставляют психику избирательно отражать действительность, отфильтровывая значительную часть материала. Риск изъянов и искажений тем меньше, чем тоньше этот фильтр. Снимая Монику Витти в «трилогии отчуждения» и в «Красной пустыне» (1966), Антониони повторял, что женщина — более тонкий фильтр реальности, чем мужчина. Мужчины в «Красной пустыне» более приспособлены к современной жизни и более счастливы, чем героиня Витти, так как они не замечают многое из того, что открывается её взору.
В англоязычной трилогии в качестве главного героя, фильтрующего реальность, выступают мужчины. Их сознание не в состоянии не только истолковать, но и толком запечатлеть реальность, однако виноваты в этом не они сами, а многослойность и непроницаемость реальности, которая по своей природе «непостижима, неидентифицируема» (С. В. Кудрявцев). В «Фотоувеличении» (1966) главный герой — фотограф, то есть профессиональный обработчик реальности, по роду занятий близкий кинорежиссёру. Фильм словно оправдывает отказ Антониони от толкования своей образности: чем больше главный герой вглядывается в свои фотографии, тем меньше он их понимает. Герой следующего фильма, «Забриски-пойнт» (1970), — молодой бунтарь, не способный примириться с реальностью потребительского общества и, подобно Локку, встающий на путь самоистребления.
Репортёр Дэвид Локк — продолжение этой галереи персонажей. Уже первые комментаторы фильма почувствовали родство между главным героем фильма и его режиссёром. Например, итальянские критики Бьярезе и Тассоне писали, что как Дэвид Локк, так и Антониони работают с кинокамерой, причём последний только что закончил работу над трудно давшимся ему документальным проектом, а жена Локка, по их мнению, внешне напоминает экс-музу Антониони — Монику Витти. Дж. Розенбаум характеризует Антониони как журналиста от кино, которого отличала от обычных репортёров запредельная любопытность, который не мог остановиться в постановке вопросов, причём даже не пытался дать на них ответы. «Это рассказ обо мне как о художнике и как о режиссёре» — заявил в интервью Г. Бахману сам Антониони.
Работа Локка очень цинична. Его проблема в том, что как журналист он не может вмешиваться в события, о которых рассказывает. Он всего лишь фильтр. Его работа состоит в том, чтобы говорить о ком-то или показывать что-то, но сам он остаётся в стороне. Он не действующее лицо, а наблюдатель. И в этом его проблема. В каком-то смысле журналист похож на кинорежиссёра. Я стремился смотреть на Локка так, как он смотрит на реальность — предельно объективно, словно фильтр. Объективность — одна из тем этого фильма.
Оба названия фильма — «Репортёр» и «Пассажир» — подчёркивают созерцательное отношение главного героя к жизни: он не водитель и не актёр. Локк испытывает неловкость, оказавшись в объективе чужой кинокамеры (той, что разворачивает на него шаман). Пустота собственной жизни сводит его с ума. Сама природа журналистской профессии отчуждает субъекта от того, что он запечатлевает — и от самого себя. Локк пытается включиться в действие, побороть свою отрешённость парадоксальным образом — полностью вычеркнув из своей биографии прежнюю жизнь (как сжигал вещи в своём доме) и приняв на себя обязательства другого.
В отличие от «Красной пустыни», одиссея главного героя, не способного адаптироваться к «грязи» этого мира, трактуется Антониони в духе радикального пессимизма — как неизбежный уход из него. С самого начала в фильме умирает не Робертсон, а Локк. Весь фильм может восприниматься как рассказ о его умирании, об отмирании его интереса к работе и к жизни. Смерть трактуется режиссёром как состояние не столько тела, сколько сознания. Пустынные пейзажи в начале фильма, общение людей на неведомых языках и их полное равнодушие к Локку (как будто его нет рядом, как, например, когда мимо жестикулирующего Локка проезжает человек на верблюде) — словно закодированные сигналы судьбы о скорой смерти главного героя.

## Повествовательные приёмы
Антониони ведёт рассказ при помощи таких довольно традиционных приёмов, как параллельное ведение нескольких линий повествования и нарушение в хронологической последовательности изложения событий (по терминологии Ж. Женетта — «анахрония»). Если в Tecnicamente Dolce повествование планировалось организовать как переслойку флешбэков и флешфорвардов, в «Профессия: репортёр» Антониони оставил только два наиболее выразительных флешбэка, которые на миг переносят зрителя в другие пространственно-временные координаты. Кольцевую структуру этих отступлений предвещает движение камеры в комнате Робертсона: когда Локку приходит на ум идея поменяться с ним одеждой, он вынимает изо рта сигарету и поднимает глаза на потолок, где вращается вентилятор. Когда камера опускается вниз, Локк уже ходит в рубашке Робертсона: решение поменяться местами с покойником не только принято, но и реализовано.
Хронологические отступления
Первый флешбэк начинается, когда Локк переклеивает фотографии в паспортах. Внезапно раздаются два голоса — его и другого мужчины, очевидно, Робертсона. Локк поднимает голову и смотрит в сторону балкона. Камера следует за его взглядом. На балконе показан стоящий спиной и разговаривающий с ним Робертсон. Затем к нему подходит и сам Локк. Очевидно, это воспоминание о разговоре, происходившем примерно за день до переклейки фотографий. Камера следует за мужчинами с балкона внутрь комнаты и останавливается на работающем диктофоне. Становится очевидным, что звук, который дал начало флешбэку, не был субъективным воспоминанием Локка. Он был записан на плёнку, которую прослушивал при переклеивании фотографий Локк. Движением своей руки Локк останавливает плёнку. Это движение завершает круг повествовательного отступления.
В этом флешбэке камера движется не только в пространстве, но и во времени, причём в обратном направлении. Непрерывное движение камеры обманывает зрителя, скрывая переход на другой уровень повествовательной хронологии. Движение от объективной реальности (после смерти Робертсона) к субъективной реальности (воспоминания Локка о Робертсоне) дано одним непрерывным дублем, заостряя вопрос о границе между объективным и субъективным в кино. С. Чатмен видит в этом знаменитом флешбэке революционную находку Антониони, позволяющую перевести на язык кино идею небытия и смерти: времени придаётся пространственная форма, а смерть осмысливается как выход за пределы помещения через окно. Апофеозом этой техники станет знаменитая сцена смерти Локка, в которой его неподвижное тело в испанской гостинице уподобляется трупу Робертсона в африканской гостинице, тем самым замыкая круг повествования.
Второй флешбэк не столь очевиден и однороден. Локк следует за свадебной каретой к барочной церкви в Мюнхене. Мимо него проходят новобрачные, оставляя на полу разбросанные лепестки цветов. Словно следуя за мыслями Локка о собственном браке, камера показывает его жгущим старые листья во дворике лондонского дома. Из дома с криком выбегает его жена. На губах Локка играет злобная усмешка. Из сценария ясно, что это фрагмент из прежней семейной жизни Локка: он жёг не только листья, но и старые вещи, одежду, даже мебель. Следует новый резкий переход: из окна в унылый, безлюдный двор выглядывает женщина. Очевидно, это Рэйчел, вспоминающая сегодня ту же сцену, что и её муж, которого она считает покойным. Затем камера возвращается к разбросанным по полу церкви лепесткам цветов.
Блуждающая камера
Тот же эффект дезориентации зрителя в пространстве и времени, который оставляют по себе флешбэки, производит движение камеры на протяжении всего фильма. Камера как будто живёт своей жизнью, вбирая разнообразные подробности окружающего мира, и не сразу заставляет себя сосредоточиться на главном герое и перипетиях его судьбы. В первых сценах объектив, как правило, движется по безлюдному пейзажу справа налево и как бы случайно наталкивается на Локка. Зачастую после этого камера оставляет его и продолжает дальше «путешествовать» по пустыне. Подобным образом построена и сцена в мюнхенском аэропорту, где Локк словно случайно попадает в объектив. Камера будто нарочно осложняет понимание сюжета, ставя зрителя в положение Локка, сбитого с толку теми обстоятельствами, в которых он оказался по возвращении из Африки.
Многие пишущие об Антониони воспринимают «Профессию: репортёр» как своего рода метафильм о природе фиксации действительности при помощи кинокамеры. В год выхода фильма режиссёр заявил, что отныне его не интересует «субъективная камера», рабски следующая за героем и воспроизводящая его точку зрения: «Объективная камера — та, которой распоряжается автор. Она напоминает зрителю о моём присутствии в кадре». Антониони вернулся к долгим статичным дублям, которые, по его словам, позволяют событиям на экране «меняться и расти», и почувствовал себя более свободным. Как написал после выхода фильма Тед Перри, камера Антониони своей напористостью обещает зрителю, что как только она отыщет то, что осталось за экраном, суть происходящего на экране прояснится и все события обретут всё время ускользающий от него смысл. Она рассредотачивает внимание зрителя, влечёт его за пределы киноэкрана
Документальный хронометраж
Повествовательная техника в «Пассажире» осложнена введением документального хронометража, включая реальные кадры расстрелов в Северной Африке. Псевдодокументальные кадры значимы для повествования, так как проливают свет на одну из граней гложущей Локка внутренней неудовлетворённости — его несостоятельность как профессионала-журналиста. По словам Антониони, в фильме перетасованы кадры из двух документальных фильмов — того, что так и не смог доснять Дэвид Локк, и того, что был снят о Дэвиде Локке после известия о его смерти.
Различие режиссёрских точек зрения выявлено с помощью нескольких приёмов. В то время, как камера Локка бесстрастно записывает лживые заявления африканского диктатора, Антониони разворачивает свою камеру вокруг на 360 градусов, чтобы вобрать детали окружающего мира, продемонстрировав насколько коряво и выборочно фиксирует реальность камера Локка. Такой же разворот проделывает камера и в той сцене, где Локк записывает интервью с шаманом, только в этот раз камеру поворачивает на Локка сам шаман. Как и в фильме Антониони, из фиксатора-репортёра он превращается в лицедея, в основное действующее лицо, что, как можно видеть, вызывает у него ощутимый дискомфорт.

## Предпоследняя сцена
Даже первые рецензенты фильма, в целом воспринявшие его без энтузиазма, отмечали историческое значение последней (точнее, предпоследней) его сцены — той, в которой главный герой встречает смерть в номере осунской гостиницы. Брунетт считает эту исключительную по технической сложности сцену итогом всех экспериментов Антониони с повествованием и кинообразом. В сценарии она первоначально отсутствовала. На ней настоял сам режиссёр. Он же выбрал местом действия захолустную Осуну. Его привлекала идея поместить действие на фоне белой стены арены для корриды — как напоминание о хэмингуэевской «Смерти после полудня». Уже на месте съёмок режиссёру пришла в голову мысль снять сцену убийства Локка одним план-эпизодом, при этом оставив само убийство за кадром: «Мне было бы скучно видеть, как он умирает».

Пока Локк рассказывает притчу о слепце, не желающем ничего видеть, рядом с ним на кровати лежат очки. Он несколько раз просит девушку рассказать, что она видит в окне. Она выходит на улицу, а главный герой в утомлении растягивается на кровати. Камера медленно направляется в сторону зарешеченного окошка, вглядываясь в пыльную площадь перед ареной — с бродящей по ней девушкой, со стариком у стены, нюхающей воздух собакой, с мальчиком в красной рубашке, который играет с мячом… Едва различимы невнятные звуки испанской речи, далёкая труба сзывает зрителей на корриду. Невзрачный автомобиль инструктора по вождению петляет из стороны в сторону. Подъезжает ещё один автомобиль, из которого выходят двое мужчин. Один из них направляется в дом, второй отвлекает встревоженную девушку. Едва слышно, как скрипит дверь в комнате Локка… Отражение в стекле справа от окна фиксирует силуэт убийцы: он заходит в комнату, несколько секунд смотрит на Локка, затем засовывает руку во внутренний карман. Камера продолжает движение вперед, оставляя убийцу за кадром, непостижимым образом она проходит сквозь железную решётку и оказывается по ту сторону окна, на площади… Девушка напряжённо смотрит в сторону гостиницы. Звуки сирены оповещают о прибытии полицейских. Вслед за ними появляется машина с женой Локка. Камера неспешно разворачивается на 180 градусов, чтобы показать, как полицейские проникают в здание, входят в комнату Локка и находят его мертвым. В ответ на расспросы девушка отвечает, что знала этого человека, а жена Локка отрицает знакомство с ним.

За семь минут, снятых одним дублем, перед зрителем проходит добрая половина персонажей фильма. Сцена снималась целых 11 дней. По словам Николсона, ради неё было возведено всё здание гостиницы. Крайне ветреная погода и яркое испанское солнце усиливали резкость перехода камеры из помещения на свежий воздух, в то время как Антониони стремился всеми доступными ему техническими средствами смягчить этот перепад, сделать выход изнутри помещения наружу как можно более постепенным и естественным (как само умирание Локка). Во избежание дрожания камеры на ветру Антониони понадобилась целая система гироскопов. Он снимал ежедневно с 15.30 до 17.00, когда разница в освещении была наименьшей. В начале сцены камера подвешена к потолку, затем она движется к окну, подпиленные прутья решётки незаметно раздвигаются, камера выдвигается из окна, где её перехватывает гигантский кран.
Философское осмысление знаменитой сцены чревато сложностями. По мнению Колкера, камера, продолжая отрицать первостепенную значимость главного героя и само его существование, переводит на язык кино переживаемый им кризис самоопределения. Уильям Эрроусмит в монографии об Антониони (1995) отвергает общепринятое мнение об атеизме режиссёра и, опираясь на сцену в Осуне, говорит о том, что ему едва ли не первым из режиссёров удалось запечатлеть на камеру, как отлетает душа от тела. Чатмен согласен с тем, что режиссёр даёт зрителю почувствовать, как духовная сущность главного героя покидает комнату. При этом замедленное движение камеры призвано лишить смерть резкости: она трактуется как постепенное возвращение человека в природу, как растворение его духа в окружающем мире. «Камера медленно выдвигается из окна во двор, оставляя позади драму героя Джека Николсона ради более значительной драмы ветра, зноя, света» (Мартин Скорсезе).
Финалы двух других фильмов англоязычной трилогии Антониони решил в фантазийно-метафорическом ключе. Он согласился с мнением одного из интервьюеров, что сцена в Осуне напоминает репортаж Локка о собственной смерти, что она как бы снята воображением самого Локка: «Бессознательно я пытался воспроизвести действие воображения, порождающего образ». Мелкие детали, не имеющие прямого отношения к сюжету, словно возвращают воображение Локка к африканской гостинице. В номере той гостиницы камера внимательно рассматривала белый провод на белой стене, вдоль которого ползали насекомые. В номере Локка в испанской гостинице камера возвращается к тому же мотиву, следуя вверх от головы Локка вдоль провода к унылому пейзажу с изображением церкви у озера. С помощью таких нарративных рифм устанавливается связь между комнатами.
Самая последняя сцена, служащая фоном для заключительных титров, не имеет прямого отношения к сюжету. Белый «Сеат» автошколы продолжает кружить перед гостиницей, где убили Локка. Электрические огни отеля контрастируют с великолепным закатом. Хозяин зажигает сигарету и с довольным видом выходит на прогулку. Из этого финала можно заключить, что смерть в мире Антониони не воспринимается как трагедия, скорее как естественное и закономерное явление, как частность, которая не оказывает никакого влияния на окружающее. Главный герой фильма встретился с манившей его смертью, однако это вовсе не катастрофа: без него мир продолжает жить как ни в чём не бывало.

## Система образов
В «Пассажире» принято видеть опыт деконструкции целого жанра (популярного в 1970-е политического детектива). Вопреки жанровым ожиданиям, Антониони обездвиживает шаблонное детективное повествование, сознательно лишая его динамизма и выявляя пустоту его сущности. Мишенью критики режиссёра чаще других называют модель кинематографа, связанную с именем А. Хичкока. «В фильме Хичкока осмысление того, что показано на экране, постоянно откладывается, но под конец фильма понимаешь всё. У Антониони как раз наоборот», — указывал Роб-Грийе. Одному из рецензентов фильм напомнил экранизацию криминального романа о Томе Рипли, запущенную в режиме замедленного воспроизведения.
Создатели фильма дали репортёру имя философа Джона Локка, представлявшего разум в качестве чистой доски (tabula rasa). Они вступают в полемику с великим мыслителем, показывая на примере его тёзки неотвязность памяти и однажды выработанных поведенческих стереотипов. Какие бы резкие движения ни предпринимали герои Антониони, внутренняя логика развития ведёт их по замкнутому кругу. Сюжетный уроборос приводит репортёра из номера одной южной гостиницы в другой, где и заканчивается его путь. Обилие в фильме движения по кругу и по спирали иллюстрирует мысль режиссёра о замкнутости круга бытия: круговращение бокала на столике в баре, песчаные вихри в пустыне, спиралевидные лестницы в зданиях Гауди, петлеобразное движение камеры в предпоследней сцене и т. д. Сама идея поменяться одеждой с покойным Робертсоном приходит Локку при взгляде на вращающийся вентилятор.
Брунетт находит в обмене личностями между Локком и Робертсоном нечто эротическое. В отличие от трупа-невидимки в «Фотоувеличении», камера запечатлевает тело Робертсона во всех подробностях. Чтобы лишний раз убедиться в своём сходстве с покойным, Локк низко склоняется над его безжизненным лицом и цепко впивается глазами в его глаза, как бы высасывая из него индивидуальность. Шокирующее сближение лиц живого и покойного не только придаёт смерти налёт заманчивости и соблазна, но и переводит отвлечённую идею обмена личностями в плоскость конкретного зрительного образа. Философское понятие, таким образом, переводится на язык кино.
На киноязыке нуара светотеневая чересполосица воплощает внутреннюю несвободу героев. Присутствует этот образный мотив и в фильме Антониони. Разговор Локка со стариком о цикличности движения жизни, о неизбежности повторения прежних ошибок помещён под зарешеченным куполом оранжереи. Мотив узничества на образном уровне продолжают клетки с птицами, которые отделяют Локка от его преследователя перед отелем. На барселонской канатной дороге герой Николсона и сам уподобляет себя птице, расправляя руки в подражание полёту. Та экзистенциальная ловушка, в которую загнал себя Дэвид Локк, контрастирует со свободой движений камеры режиссёра. Рассказ о его неспособности сбежать из тюрьмы эго путём смены имени и фамилии завершается парением камеры, которая выскальзывает за символическую решётку его комнаты в Осуне.

## Фоны: звуки, краски, архитектура
В первых цветных фильмах («Красная пустыня» и «Фотоувеличение») Антониони стремился поставить цвет под свой полный контроль. По указанию режиссёра съёмочная группа перекрашивала траву, деревья и реки в более интенсивные цвета. Работая над «Пассажиром», он уже не пытался заострить реальные краски природы (подкрашены только плоды недозрелых цитрусовых в испанском саду), однако цветовая гамма производит впечатление глубокой продуманности. В ней преобладают оранжевые и голубые тона, а лондонские сцены насыщены оттенками коричневого, давая глазу долгожданный отдых после нестерпимого блеска песков Сахары.
В первых кадрах экран заполняют серовато-белёсые, приглушённые, землистые оттенки — полная противоположность ярким основным цветам, в которых были выдержаны первые цветные фильмы Антониони. Невыразительно-тусклый колорит пыльной земли и пустыни, доводившийся в лабораторных условиях, служит фоном для белых домов и одеяний бедуинов. Белизна распространяется во всех направлениях, перекликаясь с душевным состоянием главного героя — переживанием пустоты, отсутствия, вакуума. Эта цветовая тема отступает после прибытия главного героя в гостиницу и возвращается, пусть и не в такой сгущённой форме, во второй части фильма, когда путь главного героя лежит через раскалённые солнцем города Испании, застроенные одноэтажными домишками белого цвета.
Исследователи творчества Антониони отмечают тщательность, с которой режиссёр подходил к выбору архитектуры городов и зданий, которые должны были стать фоном для его рассказов, — как будто его герои и среда, в которой они живут, связаны невидимыми психологическими нитями. "Пустыня — вот философия «Пассажира», — заметил известный киновед Дэвид Томсон. Бескрайний пейзаж Сахары, где люди появляются ниоткуда и исчезают в никуда, сродни внутренней опустошённости Локка. При этом даже в безлюдном ландшафте режиссёр даёт почувствовать его безнадёжное узничество.
Места действия подобраны таким образом, что на их фоне запутавшийся в себе перекати-поле выглядит чужаком. В начале фильма белый человек с Запада кажется неуместным, даже потерянным в сахарской глубинке. На вопрос о том, что заставило его поместить первые встречи Локка и девушки в зданиях Гауди, режиссёр ответил, что это место подчёркивает странность знакомства человека с чужим именем и девушки без имени. По догадке М. Лэмстера, Антониони противопоставляет пёструю полихромную текстуру дворца Гуэля и дома Мила плоским чувствам своих героев. Встреча Локка с представителями африканских повстанцев и переговоры о поставках вооружений происходят в ещё менее подходящем месте — пышной мюнхенской церкви в стиле рококо.
Брунетт определяет фильм Антониони как «белый холст, на котором проецируются, исследуются и тасуются человеческие личности». Ощущение незаполненности кадра усиливается паузами и молчаниями, которые преобладают в звуковой ткани ленты. Эти пустоты пересыпаны обрывками невнятных разговоров на иностранных языках и далёкими криками играющих детей. Слабый музыкальный мотив испанской гитары появляется только в заключительной сцене фильма, и в африканском городе где-то рядом звучит невидимая флейта. В остальном закадровая музыка полностью отсутствует, обостряя реальность происходящего на экране, в соответствии с известным кредо режиссёра:

Я всегда отвергал традиционный музыкальный комментарий, который призван усыплять внимание зрителя. Что мне не по душе, так это идея подгонки образов к музыке, словно речь идёт об оперном либретто. Мне претит нежелание сохранять тишину, потребность заполнять мнимые пустоты.
Оригинальный текст (англ.)I have always opposed the traditional music commentary, the soporific function ordinarily assigned to it. It's the idea of "setting images to music", as if it were a question of an opera libretto, that I don't like. What I reject is this refusal to let silence have its place, this need to fill supposed voids.

## Тематически сходные фильмы
- «Приключение» (1960) — фильм Антониони, в котором главная героиня подменяет собой загадочно пропавшую женщину, надев её блузку[10]. Отличие от «Профессии» в том, что фильм не принимает форму триллера, а поиски пропавшей занимают сравнительно небольшую часть экранного времени[7].
- «Фотоувеличение» (1966) — фильм Антониони о принципиальной невозможности однозначной интерпретации и идентификации реальности, о том, как могут быть слепы люди с камерой в руках. Как пишет Чатмен, герой «Фотоувеличения», подобно Дэвиду Локку, вступает в фаустовскую сделку, правда, без летальных последствий[10].
- «Персона» (1966) — у И. Бергмана желание стать невидимкой, стереть себя с карты этого мира ведёт к слиянию двух личностей в одной, причём лица главных героинь буквально накладываются друг на друга (приём сродни созерцанию Локком лица своего двойника).
- «Беспечный ездок» (1969) — американский независимый фильм с участием Дж. Николсона о самоистребительном путешествии двух друзей навстречу верной смерти. Другое аллегорическое путешествие навстречу смерти в обманчивой обёртке фильма-погони — «Исчезающая точка» (1971)[55].
- «Фата-моргана» (1969) — документальная лента Вернера Херцога, где Сахара представлена как самодостаточная, чуждая человеку реальность. Сценаристы «Пассажира» признают влияние на них фильмов Вернера Херцога — певца безбрежных пейзажей, пустыни и джунглей, где люди появляются ниоткуда и исчезают в никуда[5].
- «Разговор» (1974) — высоко оцененный Антониони фильм Фрэнсиса Форда Копполы, развивающий темы «Фотоувеличения»: главный герой — всего лишь фильтр реальности, который не способен ни проанализировать, ни расшифровать суть того, что записано им на плёнку[56].
- «Париж, Техас» (1984), как и другие фильмы Вима Вендерса (помогавшего Антониони снять его последнюю картину «За облаками»), позаимствовал у картин итальянского режиссёра «стиль заторможенных проездов сквозь индустриальные пейзажи, сквозь застывшие, слегка искривлённые природные пространства» (А. Плахов)[57].
- «Мертвец» (1995) — Дж. Джармуш оставил от жанра вестерна только каркас, чтобы представить смерть главного героя как постепенное, длящееся на протяжении всего фильма затухание сознания[~ 38].
- «Шоссе в никуда» (1997) — сюрреалистический фильм Д. Линча решён как горячечная галлюцинация человека, который верит в возможность побега от того, что не нравится ему в собственной жизни, но в ужасе видит, как багаж личности следует за ним по пятам, ибо корень проблем — не в обстоятельствах, а в нём самом.
- «Человек без прошлого» (2002) — Аки Каурисмяки подспудно полемизирует с Антониони: разбитый жизнью герой, случайно оказавшись в центре криминальной передряги, обретает шанс начать новую, более эмоционально наполненную жизнь, правда, ценой потери памяти. Подобный сюжет обыгран и в картине «Я нанял убийцу» (1990).
- «Оправданная жестокость» (2005) — фильм Д. Кроненберга о преступнике, попытавшемся начать новую жизнь, не понимая, что это в принципе невозможно. Питер Трэверс убеждён, что Кроненберг не менее искусно, чем Антониони, передаёт восторг новой жизни в чужом обличье и кошмар её крушения[58].